# بايس أرينا
بايس أرينا هي صالة متعددة الأستخدامات تقع في القدس في منطقة حي القدس الرياضي جنوب حي المالحة.تم افتتاح الصالة في 11 سبتمبر 2014.